# Wieczna wolność (komiks)
Wieczna wolność (tytuł oryginału: Libre à jamais) – francuska seria komiksowa z gatunku science-fiction autorstwa Joe Haldemana (scenariusz) i Marvano (rysunki), opublikowana w oryginale w latach 2002–2003 przez wydawnictwo Dargaud. Po polsku ukazała się nakładem wydawnictwa Egmont Polska. Wieczna wolność jest kontynuacją serii Wieczna wojna, zrealizowanej przez Marvano i Haldemana na podstawie powieści Haldemana pod tym samym tytułem.

## Streszczenie
Zakończyła się wojna między ludźmi a Bykarianami, opowiedziana w serii Wieczna wojna. Cena pokoju była wysoka: ludzkość musiała zaakceptować sposób życia nowych przyjaciół. Oznaczało to, że miliardy ludzi stały się częściami jednej, zbiorowej świadomości. Ten genetycznie zunifikowany byt nosi nazwę Człowiek. Tymczasem na odległej planecie mieszka wciąż kilkuset ludzi rozmnażających się płciowo, będących dla Człowieka rezerwuarem genetycznym. Zostają oni postawieni przed wyborem: albo poddadzą się manipulacji genetycznej i zostaną częścią Człowieka, albo zostaną wysterylizowani. Postanawiają w sprytny sposób sprzeciwić się narzuconemu im losowi: wsiadają na niszczejący na orbicie statek kosmiczny, rozwijający podświetlną prędkość, i wyprawiają się na kilka miesięcy w kosmos i z powrotem, spodziewając się, że zastaną ludzkość postarzałą o kilkaset lat i całkiem zmienioną sytuację.

## Tomy
| Tom | Tytuł i rok wydania polskiego | Tytuł i rok wydania oryginalnego |
| --- | ----------------------------- | -------------------------------- |
| 1   | Inna wojna (2003)             | Une autre guerre (2002)          |
| 2   | Eksodus (2003)                | Exode (2002)                     |
| 3   | Objawienie (2004)             | Révélation (2003)                |